# Yaghi-Siyan
Yaghi-Siyan (mort el 2 de juny de 1098) fou el governador d'Antioquia durant la Primera Croada.